# پاراپا
پاراپا رپا (به انگلیسی: PaRappa Rappa) یک شخصیت داستانی خلق‌گردیده توسط موسیقی‌دان ژاپنی ماسایا ماتسورا و هنرمند آمریکایی رادنی گرین‌بلت می‌باشد. پاراپا برای اولین بار در بازی ویدئویی ریتم پاراپا رپر (۱۹۹۶) به‌عنوان شخصیت عنوان حضور یافت؛ این بازی توسط نانا آن-شا برای کنسول پلی‌استیشن سونی اینتراکتیو انترتینمنت عرضه شده‌است.